# Seven Days a Week
"Seven Days a Week" är en låt av den svenska rockgruppen The Sounds. Den gavs ut som tredje singel från debutalbumet Living in America den 15 juni 2003. Låten uppnådde 20:e placering på den svenska singellistan som bäst.
Det har även gjorts en musikvideo till låten som spelades flitigt på bland annat ZTV då den var aktuell.

## Låtlista
Låtarna skrivna av The Sounds.
1. "Seven Days a Week" – 3:03
2. "Go!" (demo) – 3:05

## Listplaceringar
| Listor (2003)        | Högsta placering |
| -------------------- | ---------------- |
| Svenska singellistan | 20               |